# ریدزلتس
ریدزلتس (به فرانسوی: Riedseltz) یک کمون در فرانسه با جمعیت ۱٬۱۵۱ نفر است که در Canton of Wissembourg واقع شده‌است.